# Regió lumbar
La regió lumbar o zona lumbar és la zona de l'esquena entre el tòrax i el sacre. Comprèn la columna lumbar i tota la musculatura de l'esquena que l'envolta. La regió lumbar és així la part posterior de l'abdomen.
Entre les patologies més freqüents d'aquesta zona hi ha el lumbago, la forma més habitual de lumbàlgia.